# Gustavo Peña

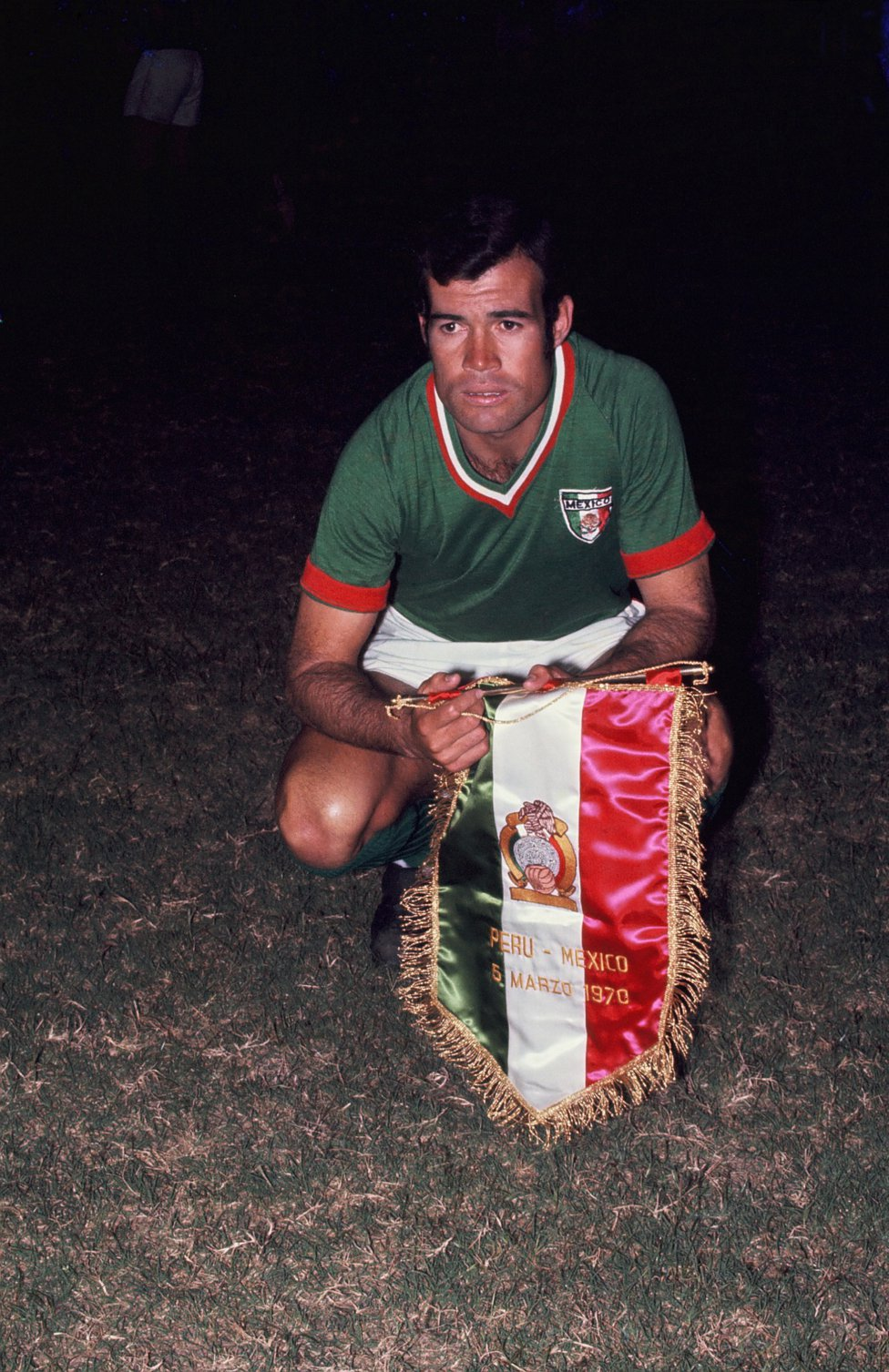
Gustavo Peña 1970

Gustavo Peña (* 22. November 1941 in Talpa, Jalisco; † 19. Januar 2021) war ein mexikanischer Fußballspieler, der meistens als Innenverteidiger und gelegentlich als Außenverteidiger eingesetzt wurde. Peña ist auch unter dem Spitznamen Halcón (Falke) bekannt.

## Karriere
Gustavo Peña absolvierte in 18 Spielzeiten insgesamt 306 Ligaspiele, wovon er die meisten für seinen Heimatverein Club Deportivo Oro bestritt, bei dem er in zwei Etappen insgesamt 12 Jahre lang unter Vertrag stand und mit dem er 1963 Meister wurde. Seine größten Erfolge feierte er während seiner dreijährigen Dienstzeit beim Hauptstadtverein Cruz Azul, mit dem er mehrere Titel gewann.
Mit 82 Länderspielen, die er im Zeitraum zwischen März 1961 und September 1974 bestritt, war er seinerzeit Rekordinternationaler der mexikanischen Nationalmannschaft. Er verfügte über eine sichere Ballannahme, war reaktionsschnell und kam 67 Mal als Kapitän der Nationalelf seines Heimatlandes zum Einsatz.

### Verein
Peña gab sein Profidebüt in der mexikanischen Primera División im Alter von 18 Jahren in der Saison 1959/60. Nach acht Spielzeiten bei seinem Heimatverein wechselte er 1967 zu dem erst kurz vorher in die Hauptstadt übergesiedelten Cruz Azul, bei dem er die nächsten drei Jahre unter Vertrag stand und mit dem er die größten Erfolge seiner Karriere auf Vereinsebene feierte. Unmittelbar nach der im eigenen Land ausgetragenen WM 1970 kehrte er für vier Jahre zu seinem Heimatverein zurück, der inzwischen zum Club Jalisco umbenannt worden war. Zwischen 1974 und 1976 spielte er beim CF Monterrey, ehe seine Karriere 1977 in Diensten des CF Laguna endete.

### Nationalmannschaft
Sein Länderspieldebüt gab „el Halcón“ am 22. März 1961 in einem WM-Qualifikationsspiel in San José gegen die Auswahl von Costa Rica, das die Mexikaner mit 0:1 verloren. Peña, der damals auf der rechten Außenverteidigerposition eingesetzt wurde, absolvierte alle acht Spiele, die die mexikanische Nationalmannschaft bis einschließlich 21. Mai 1961 bestritt. Danach kam er beinahe zwei Jahre lang nicht mehr in der Nationalelf zum Einsatz, auch nicht bei der WM 1962 in Chile. Im März 1963 wurde er erneut Mitglied der Nationalmannschaft. Mit Ausnahme der ersten beiden Spiele, in denen er auf der für ihn ungewohnten Position des linken Außenverteidigers agierte, wurde er in der Regel als Innenverteidiger, meist auf der rechten Seite, eingesetzt. Fortan gehörte er nicht nur zur Stammelf der Mexikaner, für die er bis zum 3. Oktober 1971 gegen die Bermudas (2:0) 69 von 92 Länderspielen bestritt, sondern fungierte darüber hinaus bei allen 67 Länderspieleinsätzen zwischen Februar 1965 und Oktober 1971 als ihr Kapitän.
Peña war auch Stammspieler bei den Weltmeisterschaften 1966 in England und 1970 und bestritt dabei sämtliche sieben Spiele der Mexikaner. Insbesondere bei der Fußball-Weltmeisterschaft 1970 im eigenen Land war Gustavo Peña so etwas wie der tragische Held. Zunächst verwandelte er im letzten Vorrundengruppenspiel gegen Belgien einen Strafstoß zum spielentscheidenden 1:0-Siegtreffer. Im Viertelfinalspiel gegen Italien nur drei Tage später unterlief ihm jedoch ein Eigentor zum 1:1-Ausgleich für die Azzurri, das die 1:4-Niederlage der Gastgeber einleitete.
Nach 1971 kam Peña nur noch fünf Mal in der Nationalelf zum Einsatz. Sein letztes Länderspiel bestritt er am 8. September 1974 in Dallas gegen die Nationalmannschaft der USA, das die Mexikaner mit 1:0 für sich entschieden.

## Erfolge

### Persönlich
- Mexikos Fußballer des Jahres: 1968 und 1970
- Berufung in die FIFA-Weltauswahl: 1969 und 1971

### Verein
- Mexikanischer Meister: 1963 (mit Oro), 1969 und 1970 (mit Cruz Azul)
- Mexikanischer Supercup: 1963 (mit Oro) und 1969 (mit Cruz Azul)
- Mexikanischer Pokalsieger: 1969 (mit Cruz Azul)
- CONCACAF-Champions-Cup-Sieger: 1969 und 1970 (mit Cruz Azul)

### Nationalmannschaft
- CONCACAF-Gold-Cup-Sieger: 1965
- WM-Teilnehmer: 1966 und 1970